# Gråsalva
Gråsalva var en salva som innehöll ytterst finfördelat kvicksilver blandat med olika fetter. Salvan var känd åtminstone så tidigt som under 800-talet e. Kr.  Under lång tid ingick gråsalva i den vedertagna farmakologin (under namnet Unguentum hydrargyri) och användes som ett medel dels mot löss, dels mot syfilis. Ännu i Nordisk Familjeboks s.k. Uggle-upplaga år 1909 presenteras salvan som verkningsfull, utan några varningar för risker vid behandling.
I Läkarebok av Henrik Berg, från 1919, står likaså att salvan "användes ännu mycket till utvärtes bruk till ingnidning av körtelsvullnader, vid s. k. smörjkur mot syfilis och mot ohyra. [---] Ja, denna salva har vunnit en så vidsträckt utbredning, att många norrländska mödrar även ur de högre stånden därmed ingnida sina barns huvuden för att därigenom hålla dem rena från löss". Men Berg beskriver ett par fall där behandlingen lett till kvicksilverförgiftning med dödlig utgång och avslutar: "Allt laborerande med gråsalva på egen hand bör av allmänheten fullständigt övergivas. Det är farliga saker!"
1924 utkommer "Hemmets läkarebok" av Julius Lagerholm, som konstaterar att gråsalva är "ett osvikligt medel mot ohyra (flatlöss m. m.), men därvid bör stor renlighet iakttagas och salvan noga borttvättas. Även yttre användning kan nämligen giva anledning till kvicksilverförgiftning och eksem". Detta hindrar inte Lagerholm från att detaljerat beskriva hur syfilis bäst behandlas genom smörjkur med gråsalva - en kur som var mycket omfattande och bland annat innefattade att man skulle gnida in salvan på kvällen, så att man fick möjlighet att inandas ångorna under natten. Kuren måste "tålmodigt och samvetsgrant fortsättas under ett par års tid".
Under Husdjurens sjukdomar i Oraklet eller Fråga du, så svarar jag från 1911 framgår också att gråsalva kunde användas för att behandla spatt hos hästar. På första sidan i Strindbergs Hemsöborna ska pigorna ro till "abeteket" och hämta gråsalva åt grisen – om det sedan var grisen som skulle ha den, eller om det bara var en förevändning, får läsaren tolka.